# Simpson (Illinois)
Simpson – wieś w Stanach Zjednoczonych, w stanie Illinois, w hrabstwie Johnson.